# Euxoa akschehirensis
Euxoa akschehirensis är en fjärilsart som beskrevs av Corti 1932. Euxoa akschehirensis ingår i släktet Euxoa och familjen nattflyn. Inga underarter finns listade i Catalogue of Life.